# Doutié
Doutié est une commune rurale située dans le département de Sidéradougou de la province de la Comoé dans la région des Cascades au Burkina Faso.

## Santé et éducation
Le village possède une école primaire publique.